# Vardagsrum

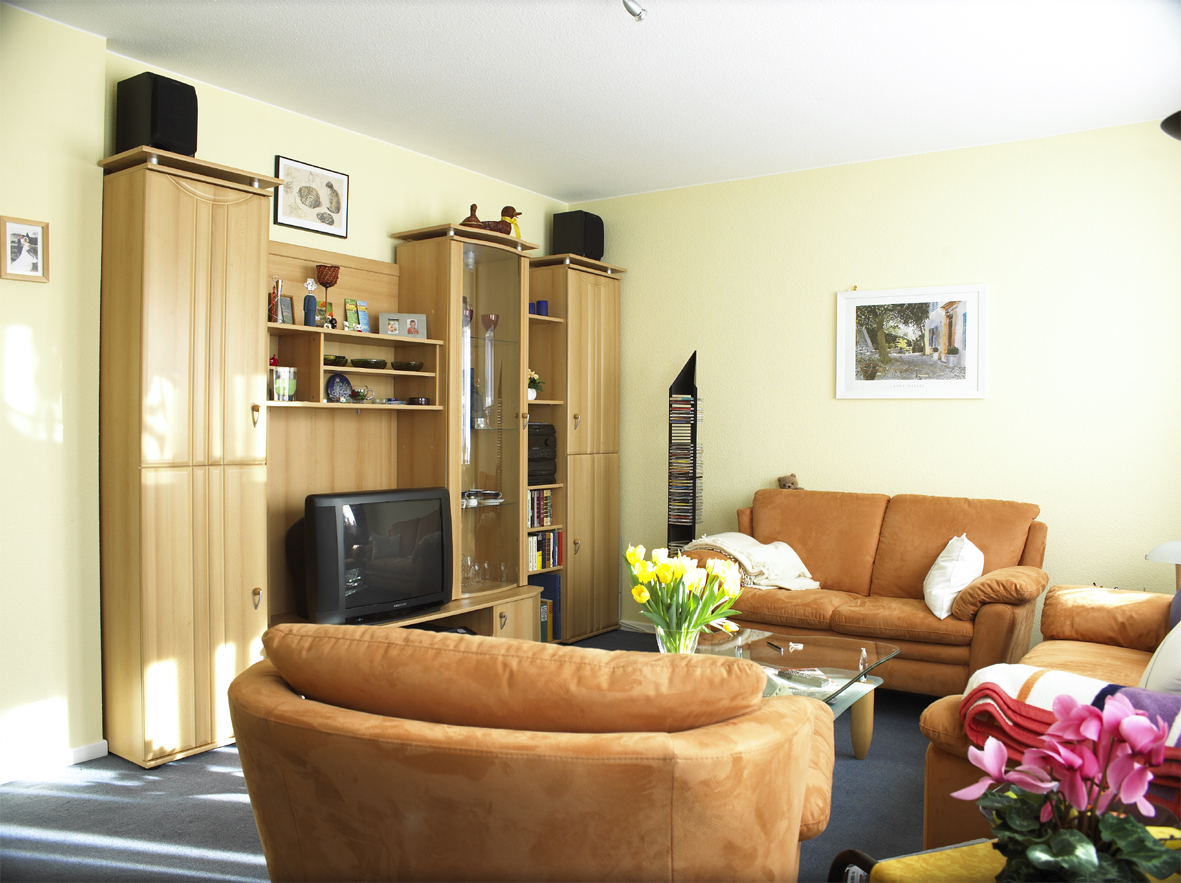
Samtida vardagsrum i Tyskland.

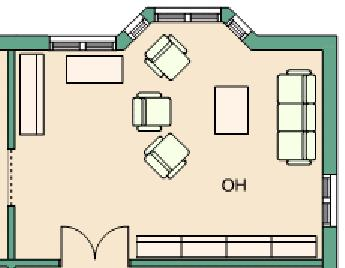
Planritning (med möbler) över vardagsrum.

Ett vardagsrum är ett stort rum i en bostad, avsett för umgänge.

## Historik
Under 1900-talets första hälft började vardagsrum användas som benämning på de umgängesrum som tidigare kallats salong och finrum i stadsvåningar och sal på landsbygden. Även i mindre lägenheter började det största rummet att kallas vardagsrum, även om det i många familjer på grund av trångboddhet inte kunde användas som ett renodlat umgängesrum. Vardagsrummet var under 1900-talets första hälft ofta platsen för familjens grammofon och radio, senare kompletterades dessa med en TV-apparat. 
Under 1960- och 1970-talet tillkom i villor ett sekundärt vardagsrum, ett allrum eller en gillestuga, som var avsett för vardagligt umgänge vilket ledde till att vardagsrummet återfick något av finrummets egenskaper.

## Möblering
Svenska vardagsrum möbleras ofta med en sittgrupp som kan består av en soffa och en eller flera fåtöljer, vanligen grupperade omkring ett soffbord, med hushållets största TV-apparat i blickfånget. Många har också en bokhylla och en stereoanläggning i vardagsrummet. Ett arv från finrummet är att vardagsrummet ofta har parkettgolv - om det inte byttes ut mot heltäckningsmatta under 1970-talet.
I större vardagsrum kan det även finnas en matsalsmöbel som enbart används vid högtidliga tillfällen. I många lägenheter ligger balkongen i anslutning till vardagsrummet.